# John Leffler
John Leffler (ur. 27 maja 1940, zm. 11 czerwca 2021) – australijski kierowca wyścigowy.

## Życiorys
Karierę wyścigową rozpoczął w latach 60. W 1971 roku zadebiutował w Australijskiej Formule Ford. W 1972 roku Bowinem został wicemistrzem tej serii, a rok później zdobył mistrzostwo. Jednocześnie w 1973 roku rozpoczął starty w Australijskiej Formule 1. W latach 1974–1975 startował jednocześnie w Formule 1 i Australijskiej Formule 2. W sezonie 1974 Formuły 2 wygrał jeden wyścig i zajął trzecie miejsce w klasyfikacji. W Formule 1 natomiast był szósty, a w 1975 roku – piąty. W 1976 roku startował Lolą T400, odniósł jedno zwycięstwo i został mistrzem Australijskiej Formuły 1. W 1977 roku natomiast był wicemistrzem. Jednocześnie w latach 1976–1977 startował w Rothmans International Series, zajmując odpowiednio szóste i ósme miejsce.